# Vân Nam đẳng xử Thừa tuyên Bố chính sứ ty
Vân Nam đẳng xử Thừa Tuyên bố chính sứ ty (phồn thể: 雲南等處承宣布政使司; giản thể: 云南等處承宣布政使司), gọi tắt là Vân Nam Bố chính sứ ty, là một trong 13 khu vực hành chính cấp tỉnh dưới triều Minh (1368 – 1644), quản hạt 25 phủ, 5 trực lệ châu và 30 huyện. Phạm vi ngày nay thuộc trải dài trên toàn bộ tỉnh Vân Nam ngày nay, phía nam tỉnh Tứ Xuyên, phía tây tỉnh Quý Châu, 2 bang Kachin và Shan của Myanmar và một phần nhỏ lãnh thổ của Lào và Việt Nam. Nha môn Bố chính sứ ty đặt tại Vân Nam phủ (nay là thành phố Côn Minh, tỉnh Vân Nam).

## Lịch sử hình thành và phát triển
Năm Hồng Vũ thứ 13 (1380), nhà Minh cử Phó Hữu Đức, Lam Ngọc và Mộc Anh tấn công vào tàn dư nhà Nguyên tại khu vực Tây Nam do Lương Vương Ba Táp Lạt Ngõa Nhĩ Mật (Basalawarmi) và thế lực Đoàn Thị thống trị. 
Năm Hồng Vũ thứ 15 (1382), quân Minh công phá được Vân Nam, Lương Vương tự sát, gia tộc Đoàn Thị bị Phó Hữu Đức và Lan Ngọc bắt giải về Nam Kinh, chính thức giải phóng toàn bộ Vân Nam hành tỉnh. Trên cơ sở kế tục chế độ thổ ty dưới thời Nguyên, nhà Minh tiếp tục duy trì thế lực thổ ty, đồng thời tiến hành đưa quân vào đồn trú, thiết lập lưu quan, thi hành chính sách cải thổ quy lưu. 
Năm Vĩnh Lạc thứ 11 (1413), một phần Vân Nam được tách ra, cùng với một phần đông nam Tứ Xuyên và phía nam Hồ Quảng thành lập tỉnh Quý Châu.

## Các phủ, châu trực thuộc

### Vân Nam phủ (雲南府)
Dưới thời Nguyên là Trung Khánh lộ. Hồng Vũ năm thứ 14 (1381), nhà Minh chiếm Vân Nam đổi thành Vân Nam phủ. Nha môn đặt tại Côn Minh huyện. Quản lý các châu Tấn Ninh, An Bình Côn Dương và Tung Minh. Đến thời Vĩnh Lịch thì đổi tên Vân Nam phủ thành Côn Minh phủ, Côn Minh huyện đổi thành Côn Hải huyện.

### Khúc Tĩnh phủ (曲靖府)
Dưới thời Nguyên là Khúc Tĩnh lộ. Hồng Vũ năm thứ 15 (1382), nhà Minh đổi thành phủ, đặt nha môn đặt tại Nam Ninh huyện. Địa bàn ngày nay thuộc Khúc Tĩnh thị, tỉnh Vân Nam. Quản lý các châu Triêm Ích, Lục Lương, Mã Long và La Bình.

### Tầm Điện phủ (尋甸府)
Nay thuộc Huyện tự trị dân tộc Hồi và dân tộc Di Tầm Điện.

### Lâm An phủ (臨安府)
Quản lý các châu Kiến Thủy, Thạch Bình, A Mê, Ninh, Tân Hóa và Ninh Viễn.

### Trừng Giang phủ (澂江府)
Dưới thời Nguyên là Trừng Giang lộ. Hồng Vũ năm thứ 15 (1382), nhà Minh đổi thành phủ, đặt nha môn đặt tại Hà Dương huyện. Quản lý hai châu Tân Hưng và Lộ Nam.

### Quảng Tây phủ (廣西府)
Dưới thời Nguyên là Quảng Tây lộ. Hồng Vũ năm thứ 15 (1382), nhà Minh đổi thành phủ, đặt nha môn ngày nay tại Lô Tây huyện. Quản lý các châu Sư Tông, Di Lặc và Duy Ma.

### Quảng Nam phủ (廣南府)
Quản lý Phú châu.

### Nguyên Giang phủ (雲南府)
Tên đầy đủ là Nguyên Giang quân dân phủ. Được thiết lập năm Hồng Vũ thứ 15 (1382), quản lý hai châu Phụng Hóa (nay là Huyện tự trị dân tộc Cáp Nê-Di-Thái Nguyên Giang) và Cung Thuận (nay là Huyện tự trị dân tộc Cáp Nê Mặc Giang). Nha môn đặt tại Phụng Hóa.

### Sở Hùng phủ (楚雄府)
Thiết lập năm Hồng Vũ thứ 15 (1382), nha môn đặt tại Sở Hùng huyện, Quản lý 2 châu và 5 huyện Sở Hùng, Quảng Thông, Định Viễn, Định Biên và Ngạc Gia.

### Diêu An phủ (姚安府)
Tên đầy đủ là Diêu An quân dân phủ. Nha môn đặt tại Diêu châu.

### Vũ Định phủ (武定府)
Thời nhà Nguyên là Vũ Định lộ. Năm Hồng Vũ thứ 15 (1382) thì thiết lập phủ.

### Cảnh Đông phủ (景東府)
Thành lập năm Chí Thuận thứ 2 (1331) thời Nguyên. Năm Hồng Vũ thứ 15 (1382) thì hạ cấp thành châu, đến năm thứ 17 (1384) thì thăng thành phủ. Nay thuộc huyện tự trị dân tộc Di Cảnh Đông.

### Trấn Nguyên phủ (鎮沅府)
Ban đầu là Trấn Nguyên châu, năm Vĩnh Lạc thứ 4 (1406) thăng cấp thành phủ. Nay thuộc huyện tự trị Trấn Nguyên, tỉnh Vân Nam.

### Đại Lý phủ (大理府)
Thời nhà Nguyên là Đại Lý lộ. Tháng 3 năm Hồng Vũ thứ 15 (1382), triều đình thiết lập Đại Lý phủ, đặt nha môn tại Thái Hòa huyện, quản lý các châu Triệu, Đặng Xuyên, Tân Xuyên và Vân Long. Địa bàn ngày nay thuộc khu tự trị Đại Lý.

### Hạc Khánh phủ (鶴慶府)
Tên đầy đủ là Hạc Khánh quân dân phủ. Hồng Vũ năm thứ 15 (1382), thiết lập Hạc Khánh châu, đến năm Vĩnh Lạc thứ 4 (1406) thì thăng cấp thành phủ. Địa bàn ngày nay thuộc thành phố Hạc Khánh và huyện Nhĩ Nguyên.

### Lệ Giang phủ (麗江府)
Tên đầy đủ là Lệ Giang quân dân phủ, quản lý các châu Thông An, Bảo Sơn, Lan và Cự Tân, do thổ ty Mộc thị quản lý.

### Vĩnh Ninh phủ (永寧府)
Năm Vĩnh Lạc thứ 4 (1406) thiết lập Vĩnh Ninh châu, sau thăng thành phủ, do thổ ty cai quản. Địa bàn thuộc hai huyện tự trị Ninh Lạng và Mộc Lý.

### Bắc Thắng châu (北勝州)
Thời nhà Nguyên thuộc Lệ Giang lộ, năm Chí Nguyên thứ 24 (1287) thăng cấp thành phủ. Tháng 3 năm Hồng Vũ thứ 15 (1382), triều đình hạ cấp thành châu, thuộc Hạc Khánh quân dân phủ, năm Hồng Vũ thứ 29 (1396) thì thuộc Lan Thương vệ. Tháng 9 năm Chính Thống thứ 7 (1442) thì thành trực lệ châu. Thời kỳ Thiên Khải thì phế bỏ.

### Vĩnh Xương phủ (永昌府)
Tên đầy đủ là Vĩnh Xương quân dân phủ. Thời nhà Nguyên là Vĩnh Xương phủ thuộc Vân Nam Hành Trung thư tỉnh. Tháng 3 năm Hồng Vũ thứ 15 (1382), nhà Minh đổi thành quân dân phủ, đến tháng chạp năm Hồng Vũ thứ 23 (1390) đổi thành Kim Xỉ quân dân chỉ huy sứ ty. Thủ phủ đặt tại Bảo Sơn huyện, quản lý Đằng Việt châu.

### Mông Hóa phủ (蒙化府)
Thời nhà Nguyên là Nam huyện thuộc Đại Lí lộ, sau thiết lập Mông Hóa lộ, rồi bị hạ cấp thành châu. Năm Chính Thống thứ 13 (1448) thì thăng cấp thành phủ.

### Thuận Ninh phủ (順寧府)
Địa bàn ngày nay thuộc các huyện Phụng Khánh, Xương Ninh, Vân, tỉnh Vân Nam. Thời nhà Nguyên là Thuận Ninh phủ, năm Hồng Vũ thứ 15 (1382), nhà Minh hạ cấp Thuận Ninh phủ thành châu, đến năm thứ 17 (1384) thì khôi phục lại phủ.

### Vân Châu(雲州)
Thời nhà Nguyên thuộc Thuận Ninh phủ, Vân Nam Hành Trung thư tỉnh. Tuyên Đức năm thứ 3 (1428), nhà Minh thiết lập Đại Hậu ngự di châu. Đến năm Vạn Lịch thứ 25 (1597), sửa thành Vân Châu.

### Mạnh Định phủ (孟定府)
Tên đầy đủ là Mạnh Định ngự di phủ, địa bàn ngày nay thuộc trấn Mạnh Định, Huyện tự trị người Thái, người Ngõa Cảnh Mã. Thời nhà Nguyên là Mạnh Định lộ. Tháng 3 năm Hồng Vũ thứ 15 (1382), nhà Minh thiết lập Mạnh Định phủ, giao do thổ ty Đao tộc quản lý.

### Mạnh Cấn phủ (孟艮府)
Tên đầy đủ là Mạnh Cấn ngự di phủ, do thổ ty người Shan cai quản. Địa bàn ngày nay thuộc bang Shan, Myanmar.

### Uy Viễn châu (威遠御)
Tên đầy đủ là Uy Viễn ngự di châu, địa bàn ngày nay thuộc Huyện tự trị dân tộc Di-Thái Cảnh Cốc.

### Loan Điện châu (灣甸御)
Tên đầy đủ là Loan Điện ngự di châu. Thời nhà Nguyên thuộc Trấn Khang lộ. Vĩnh Lạc năm thứ 5 (1407) thiết lập Loan Điện trường quan ty, nha môn đặt tại Xương Ninh huyện, do thổ ty người Thái quản lý, do Vân Nam Bố Chính sứ trực tiếp quản lý.

### Trấn Khang châu (鎮康御)
Tên đầy đủ là Trấn Khang ngự di châu. Địa bàn ngày nay thuộc huyện Vĩnh Đức, tỉnh Vân Nam. Thời nhà Nguyên là Trấn Khang lộ. Hồng Vũ năm thứ 15 (1382), nhà Minh thiết lập Trấn Khang phủ. Hồng Vũ năm thứ 17 (1384) hạ cấp từ phủ thành châu, sau đó sát nhập vào Loan Điện ngự di châu. Đến năm Vĩnh Lạc thứ 7 (1409), Trấn Khang châu được khôi phục và thiết lập thổ ty, giao cho Đao Muộn Quang (刀悶光) làm thổ tri châu đời đời thế tập cai quản.

### Quảng Ấp châu (廣邑州)
Được thiết lập năm Tuyên Đức thứ 5 (1430). Tháng 11 năm Tuyên Đức thứ 8 (1433), thăng làm trực lệ châu. Tháng 3 Chính Thống nguyên niên (1436) được di dời đến Thuận Ninh phủ.